# 岐阜県道178号下中屋笠松線
岐阜県道178号下中屋笠松線（ぎふけんどう178ごう しもなかやかさまつせん）は、岐阜県各務原市から、同県羽島郡笠松町に至る一般県道である。

## 概要

### 路線データ
- 起点：岐阜県各務原市下中屋町（岐阜県道114号一宮各務原線交点）
- 終点：岐阜県羽島郡笠松町美笠通（岐阜県道14号岐阜稲沢線交点）

## 重複区間
- 岐阜県道180号松原芋島線（羽島郡笠松町米野地内）

## 地理
起点から岐阜県道93号川島三輪線・岐阜県道180号松原芋島線の交点付近までは新境川（北派川）沿いの堤防道路区間である。

### 通過する自治体
- 岐阜県
  - 各務原市
  - 羽島郡
    - 笠松町 - 岐南町（3回通過市町村が入れ替わる）

### 接続している道路
- 岐阜県道114号一宮各務原線（三井街道）（各務原市）
- 岐阜県道93号川島三輪線（羽島郡笠松町）
- 岐阜県道180号松原芋島線（羽島郡笠松町）
- 岐阜県道179号中野上印食線（羽島郡笠松町）
- 岐阜県道177号下印食笠松線（羽島郡笠松町）
- 岐阜県道14号岐阜稲沢線（岐阜街道・鮎鮨街道）（羽島郡笠松町）

※ 路線途中、国道22号（名岐バイパス）と立体交差しているが、笠松町道を経由して接続することが可能である。

### 沿線
- ピアゴ笠松店
- 笠松町スポーツ交流館
- 愛生病院
- 笠松競馬場
- 名鉄笠松駅
- 岐阜県立岐阜工業高等学校

## その他
- 笠松競馬場と厩舎の間で、競争馬は下中屋笠松線を横断する。かつては専用の信号機、横断歩道があり、馬が横断する際は馬に乗った騎手用に、高い位置に押しボタンが設置されていた。2024年現在、信号機は撤去されている。横断歩道はあるが、馬が横断するさいは警備員が誘導する。